# Laura Badea
Pour les articles homonymes, voir Badea.
Laura Badea, née le 26 mars 1970 à Bucarest, est une escrimeuse roumaine, pratiquant le fleuret.

## Palmarès

### Jeux olympiques d'été
- Médaille d'or des jeux Olympiques de 1996 à Atlanta
- Médaille d'argent par équipe des jeux Olympiques de 1996 à Atlanta
- Médaille de bronze par équipe des jeux Olympiques de 1992 à Barcelone

### Championnats du monde
- Médaille d'or individuelle aux Championnats du monde 1995 à La Haye
- Médaille d'or par équipe aux Championnats du monde 1994 à Athènes
- Médaille d'argent par équipe aux Championnats du monde 2002 à Lisbonne
- Médaille d'argent par équipe aux Championnats du monde 1998 à La Chaux-de-Fonds
- Médaille d'argent par équipe aux Championnats du monde 1997 au Cap
- Médaille d'argent par équipe aux Championnats du monde 1995 à La Haye
- Médaille d'argent par équipe aux Championnats du monde 1993 à Essen
- Médaille de bronze par équipe aux Championnats du monde 2004 à New York
- Médaille de bronze par équipe aux Championnats du monde 2003 à La Havane

### Championnats d'Europe
- Médaille d'or individuelle aux Championnats d'Europe 2004 à Copenhague
- Médaille d'or par équipe aux Championnats d'Europe 2004 à Copenhague
- Médaille d'or individuelle aux Championnats d'Europe 1997 à Gdańsk
- Médaille d'or individuelle aux Championnats d'Europe 1996 à Limoges
- Médaille d'argent individuelle aux Championnats d'Europe 2002 à Moscou
- Médaille d'argent par équipe aux Championnats d'Europe 2000 à Funchal
- Médaille d'argent par équipe aux Championnats d'Europe 1999 à Bolzano
- Médaille d'argent individuelle aux Championnats d'Europe 1994 à Cracovie
- Médaille de bronze par équipe aux Championnats d'Europe 1999 à Bolzano
- Médaille de bronze individuelle aux Championnats d'Europe 1993 à Linz